# Istrie slovène
L'Istrie slovène (slovène : Slovenska Istra, italien : Istria slovena) est une région du sud-ouest de la Slovénie. Elle comprend la partie nord de la péninsule d'Istrie et fait partie de la région géographique et historique plus large connue sous le nom de Littoral slovène. Son plus grand centre urbain est Koper. Les autres grandes agglomérations sont Izola, Piran et Portorož. La région entière compte environ 120 communes. Dans sa zone côtière, le slovène et l'italien sont les langues officielles.
La Riviera slovène (slovène : Slovenska obala) est située en Istrie slovène ; les deux termes sont parfois utilisés de manière interchangeable, notamment dans les médias, [citation nécessaire] bien que l'Istrie slovène comprenne une zone géographique plus large. 

## Histoire

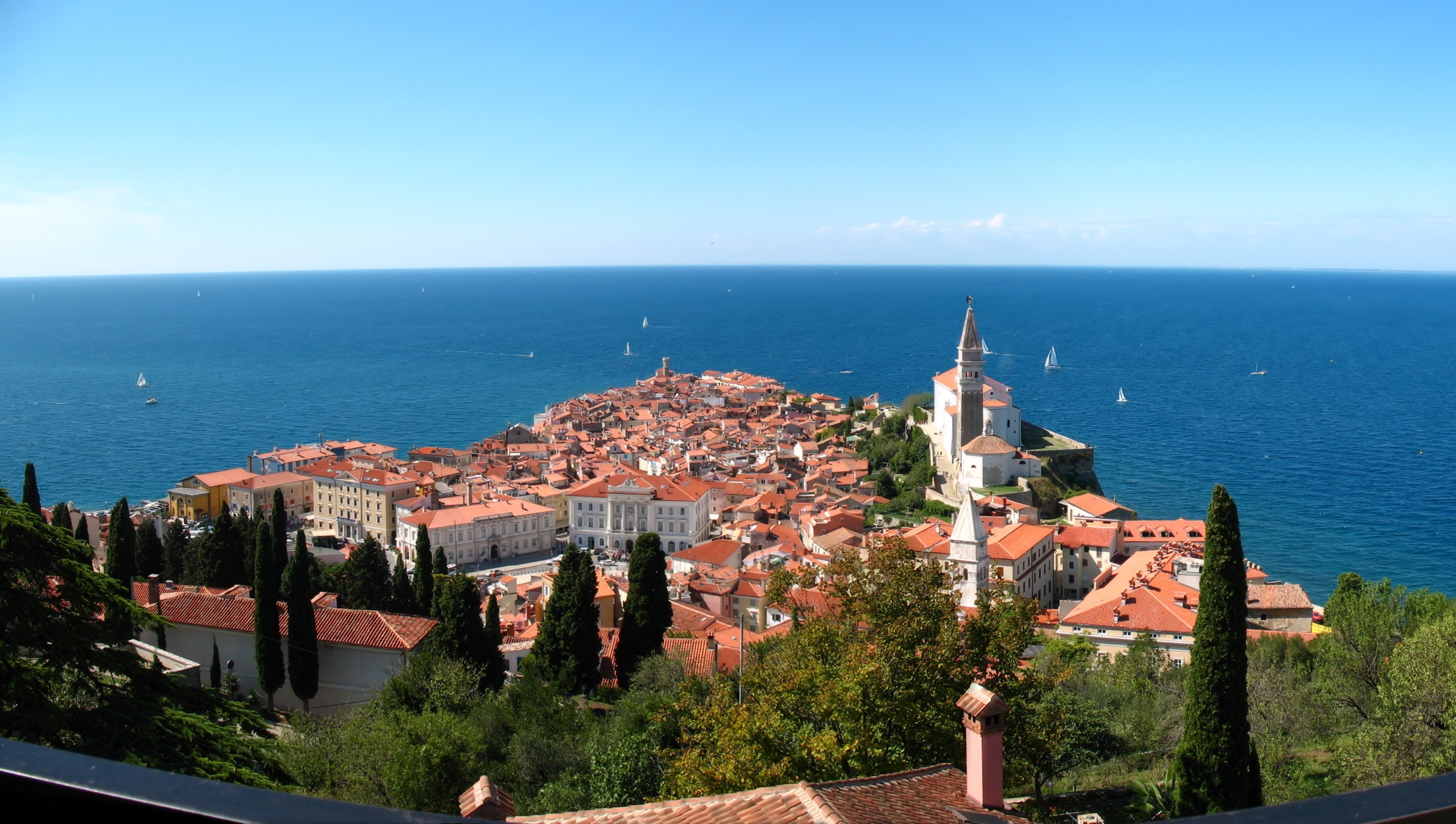
Piran

La péninsule d'Istrie était connue des Romains comme la terra magica. Son nom est dérivé des Histres, une tribu illyrienne qui, selon le géographe Strabon, vivait dans la région. Les Romains les décrivaient comme des pirates difficiles à conquérir en raison de la difficulté à se mouvoir sur leur territoire. Après deux campagnes militaires, les légions romaines ont fini par les soumettre en 177 avant Jésus-Christ. De nombreux vestiges d'anciens ports et établissements subsistent encore aujourd'hui, principalement à Ankaran, Hrvatini (en), Izola, Koper et Piran.
Avec la chute de l'Empire romain d'Occident en 476, l'Istrie a été conquise par les Goths et les Byzantins. À la fin du VIe siècle, les Slaves sont arrivés et ont construit leur premier établissement permanent aux alentours de 700 ap. J.-C. Pendant la domination byzantine, la région a été brièvement gouvernée par les Avars. L'Istrie a été annexée par les Lombards en 751 et par les Avars en 774. Elle est passée sous la domination franque sous le règne de Charlemagne, lorsque son fils Pépin d'Italie a conquis la péninsule en 789, et elle a été incorporée à la Marche carolingienne du Frioul (en).
En 952, le roi Otton Ier cède l'Istrie, ainsi que la vaste Marche de Vérone et d'Aquilée, aux ducs de Bavière. À partir de 976, Vérone est gouvernée par les ducs de Carinthie, jusqu'à ce qu'en 1040, le roi Henri III établisse une marche d'Istrie séparée, qui sera ensuite successivement contrôlée par diverses dynasties nobles telles que la maison bavaroise d'Andechs (régnant temporairement en tant que ducs de Merania). En 1208/09, elle est tombée aux mains des patriarches d'Aquilée, tandis qu'une grande partie des domaines était détenue par la Maison comtale de Gorizia (en).
À partir de 1267, la république de Venise annexa progressivement la côte istrienne, aidée également par la forte présence des communautés autochtones de langue romane ; la région retrouva ses liens avec l'outre-mer, qui avaient été relâchés par les invasions barbares. La zone côtière se reforme quelque peu, mais l'inimitié du gouvernement vénitien envers l'Autriche et l'Empire ottoman limite les relations avec l'arrière-pays. Après le triomphe de Napoléon en Padanie, le traité de Campo Formio de 1797 cède la majeure partie de la république de Venise et toute la péninsule aux Habsbourg. 

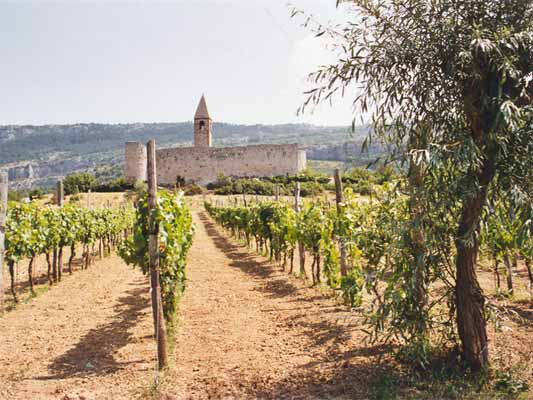
Hrastovlje

Entre 1805 et 1813, elle a été sous domination française, d'abord en tant que partie du royaume napoléonien d'Italie, puis en tant que province au sein des provinces illyriennes. En 1813, elle a fait partie de l'empire autrichien, qui a unifié toute la péninsule sous une seule administration dont la capitale était Pazin. En 1860, l'Istrie est devenue une province autonome au sein du Littoral autrichien, avec sa propre diète (assemblée) provinciale. Ce qui est aujourd'hui l'Istrie slovène était divisé entre le district administratif de Koper et celui de Volosko : le premier s'étendait aux municipalités actuelles de Koper, Izola et Piran, tandis que le second s'étendait à la municipalité actuelle de Hrpelje-Kozina.
Après la Première Guerre mondiale, conformément au traité de paix de Rapallo, l'Istrie a fait partie de l'Italie en 1920. Le fascisme et, plus tard, l'occupation nazie ont gêné les relations ethniques. Après la Seconde Guerre mondiale, l'Istrie a été rattachée à la Yougoslavie. En conséquence, entre 1945 et 1954, environ 350 000 Italiens de souche ont quitté l'Istrie slovène dans le cadre de ce que l'on a appelé l'exode istrien, ainsi que plusieurs milliers de Slovènes. Entre 1947 et 1954, l'Istrie slovène a été divisée entre la république fédérative socialiste de Yougoslavie et le territoire libre de Trieste. Après l'abolition du Territoire libre en 1954, la région a fait partie de la république socialiste de Slovénie au sein de la Yougoslavie.
Entre les années 1950 et 1970, la région a connu de profonds changements. Une partie importante de la population rurale s'est déplacée vers les villes côtières, qui étaient restées semi-désertiques après l'exode istrien. La population italienne locale s'est réduite en nombre. De nombreux villages se sont dépeuplés, tandis que les villes se sont développées. Koper est devenue une importante ville portuaire et l'un des principaux centres de l'économie slovène.

## Géographie
Le littoral de l'Istrie slovène, long de 43 kilomètres, compte de nombreuses péninsules et baies, telles que la péninsule de Piran et le golfe de Piran, le golfe de Koper et la péninsule d'Ankaran, sur laquelle se trouve l'une des deux seules réserves naturelles de la côte slovène, l'autre étant la réserve de Strunjan. Dans la réserve de Strunjan se trouve la seule falaise côtière de Slovénie, qui est également la seule falaise de la baie de Trieste. La partie intérieure de la région est plus vallonnée, avec différents types de paysages, dont le paysage karstique le plus connu de le plateau du Karst.
Les cours d'eau les plus importants de l'Istrie slovène sont les rivières Dragonja et Rižana. 

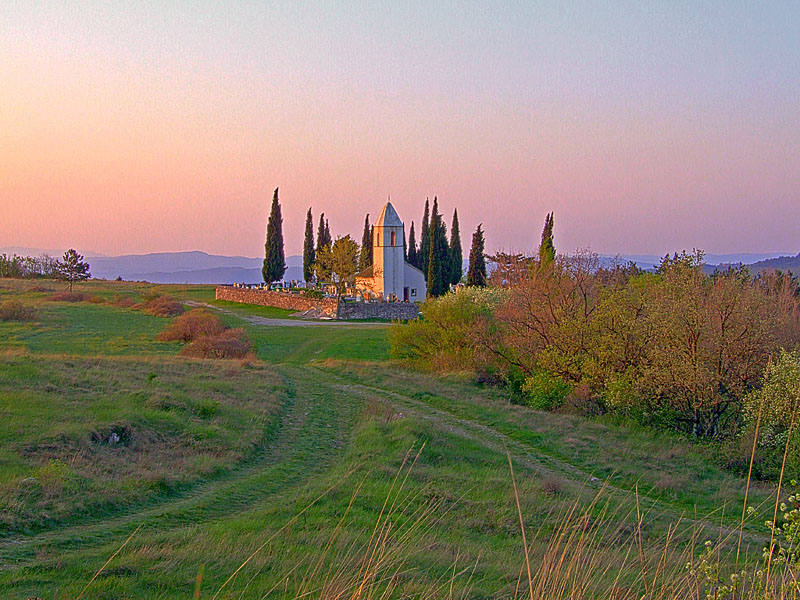
Paysage rural
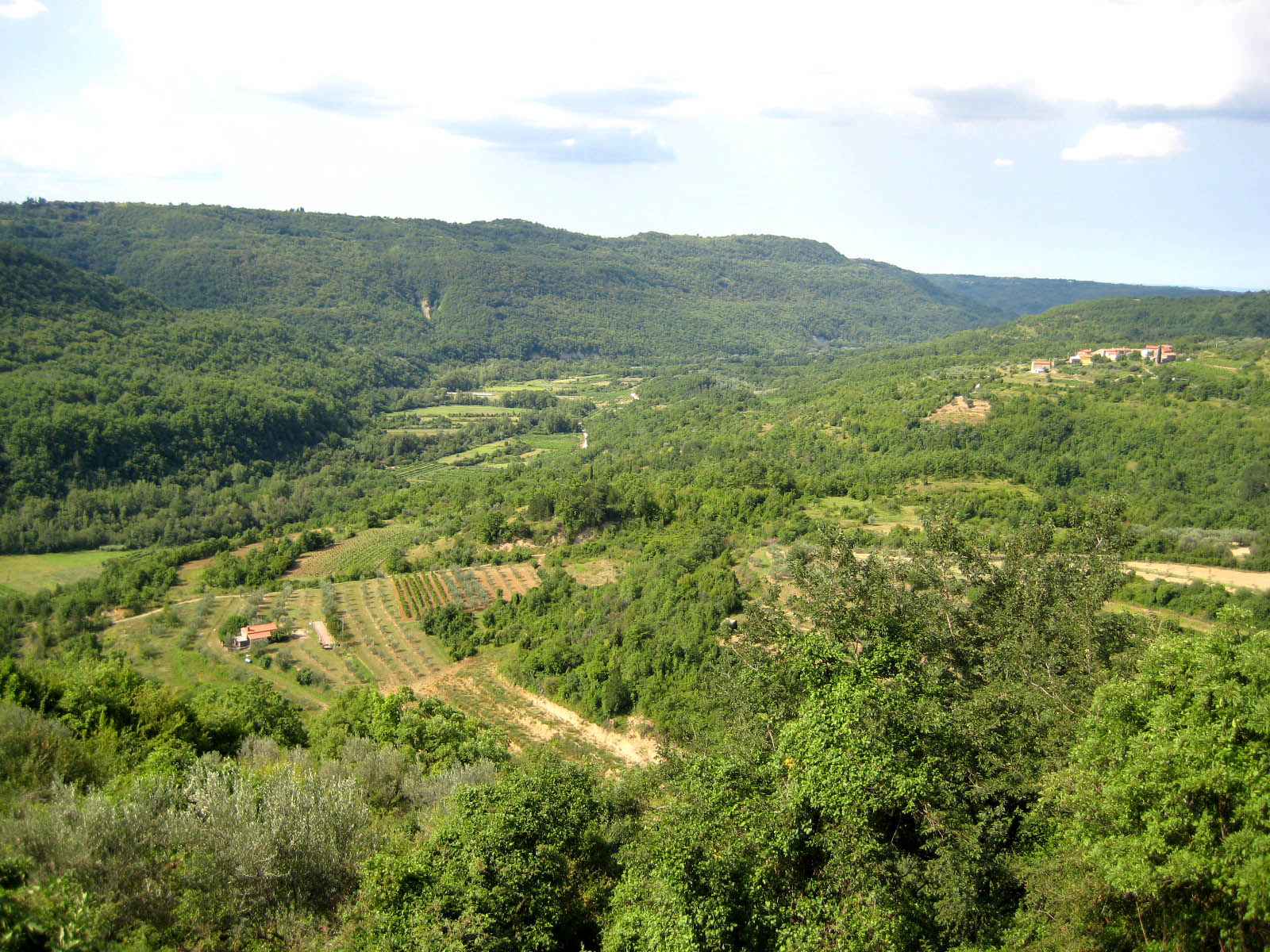
Vallée de la Dragonja
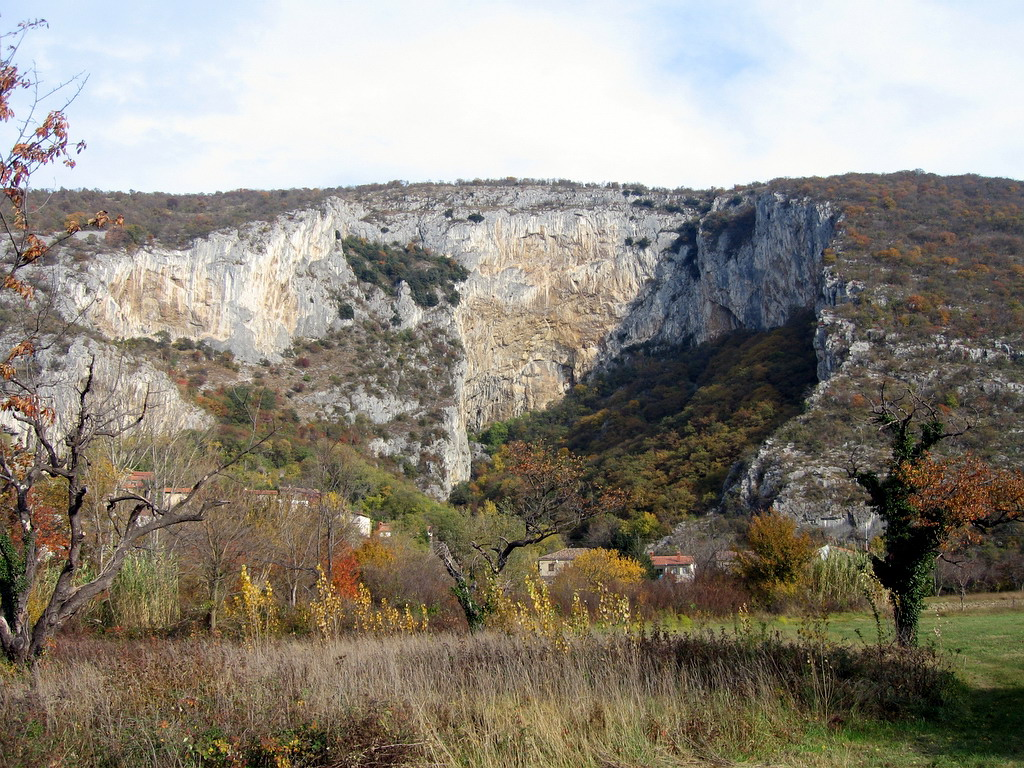
Paysage karstique près d'Osp (en)
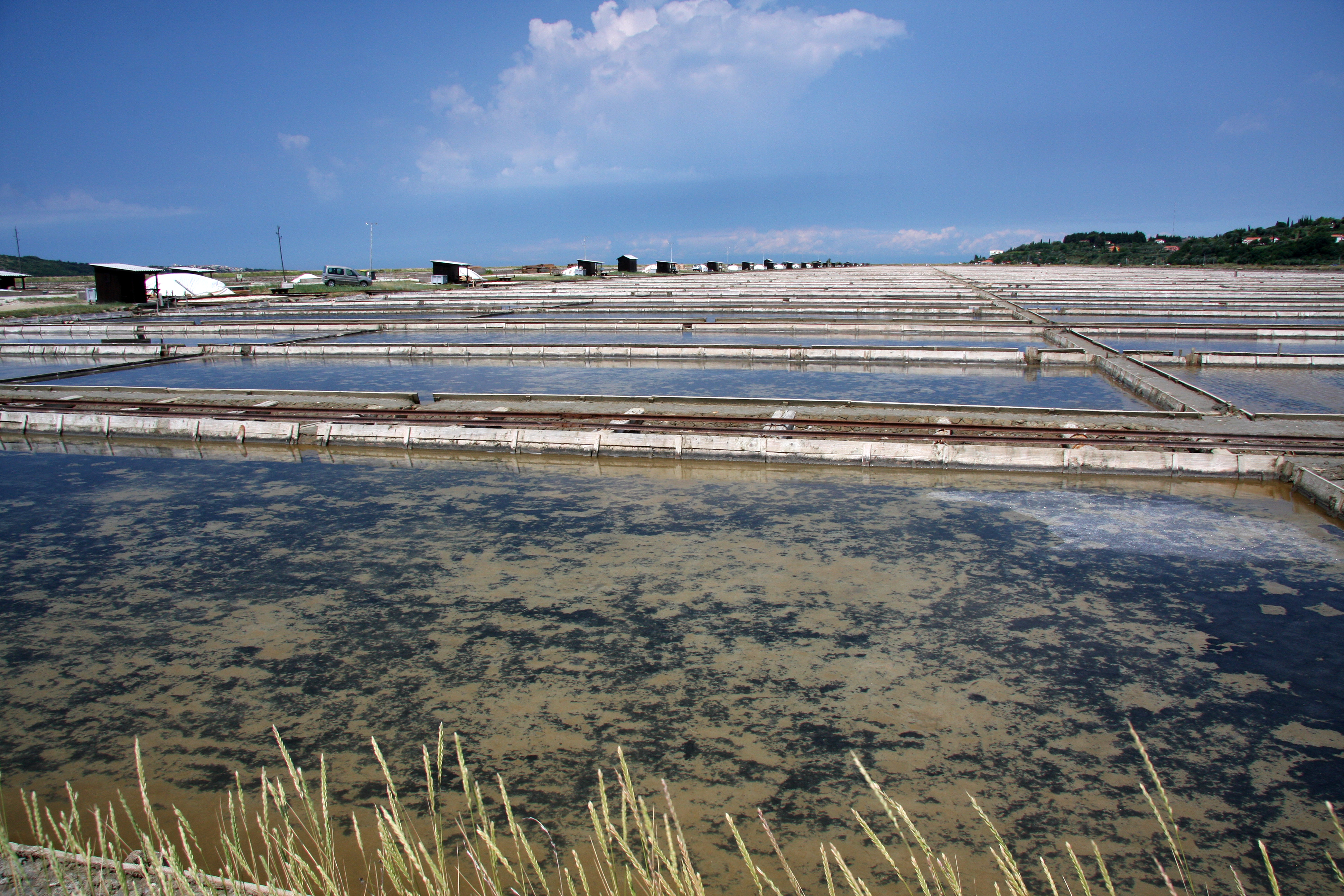
Salines de Sečovlje
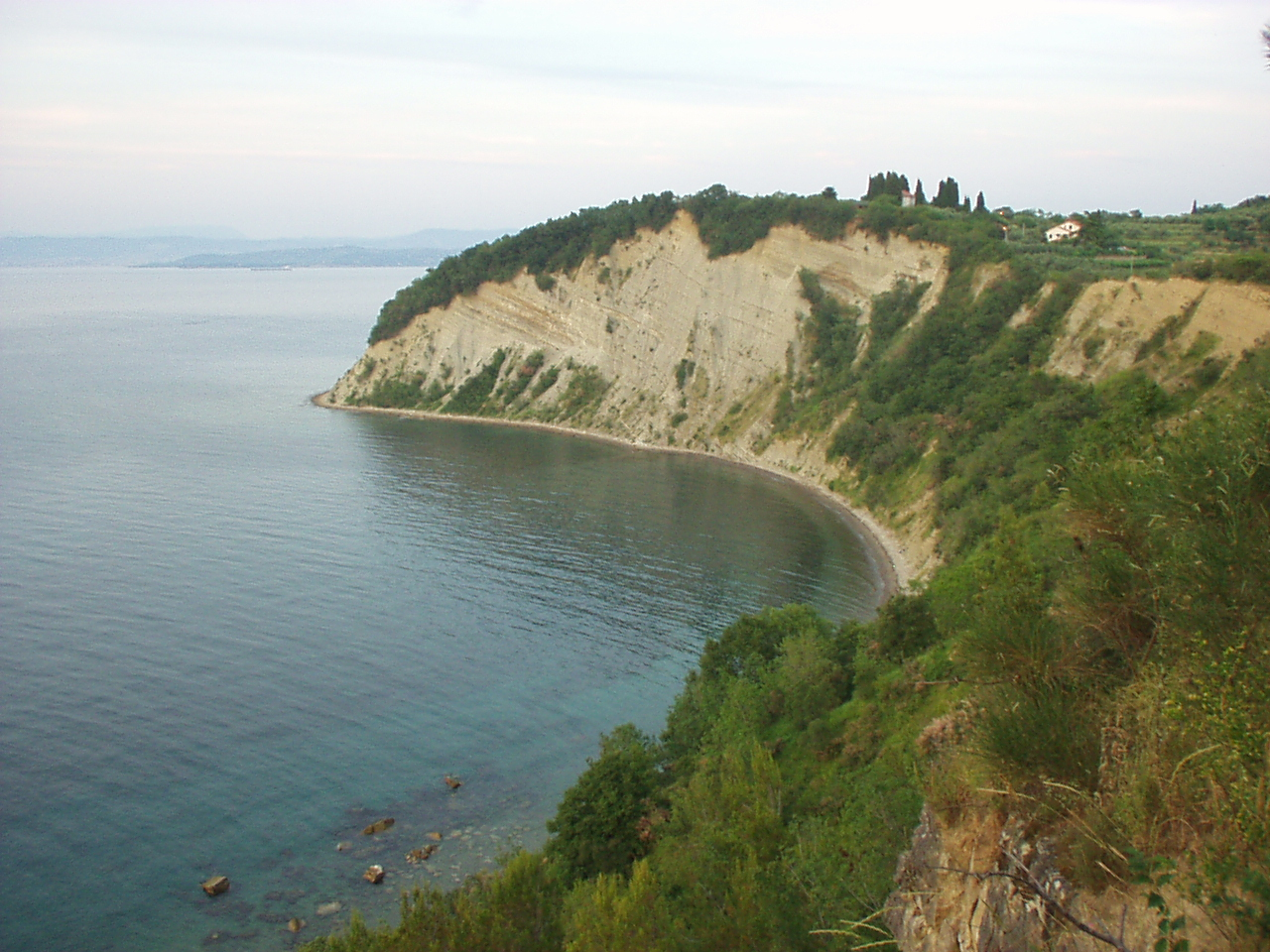
Strunjan
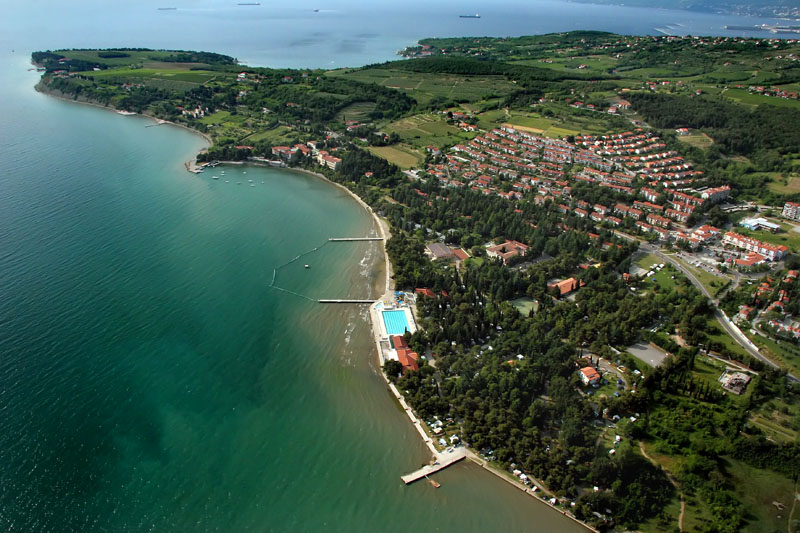
t Ankaran
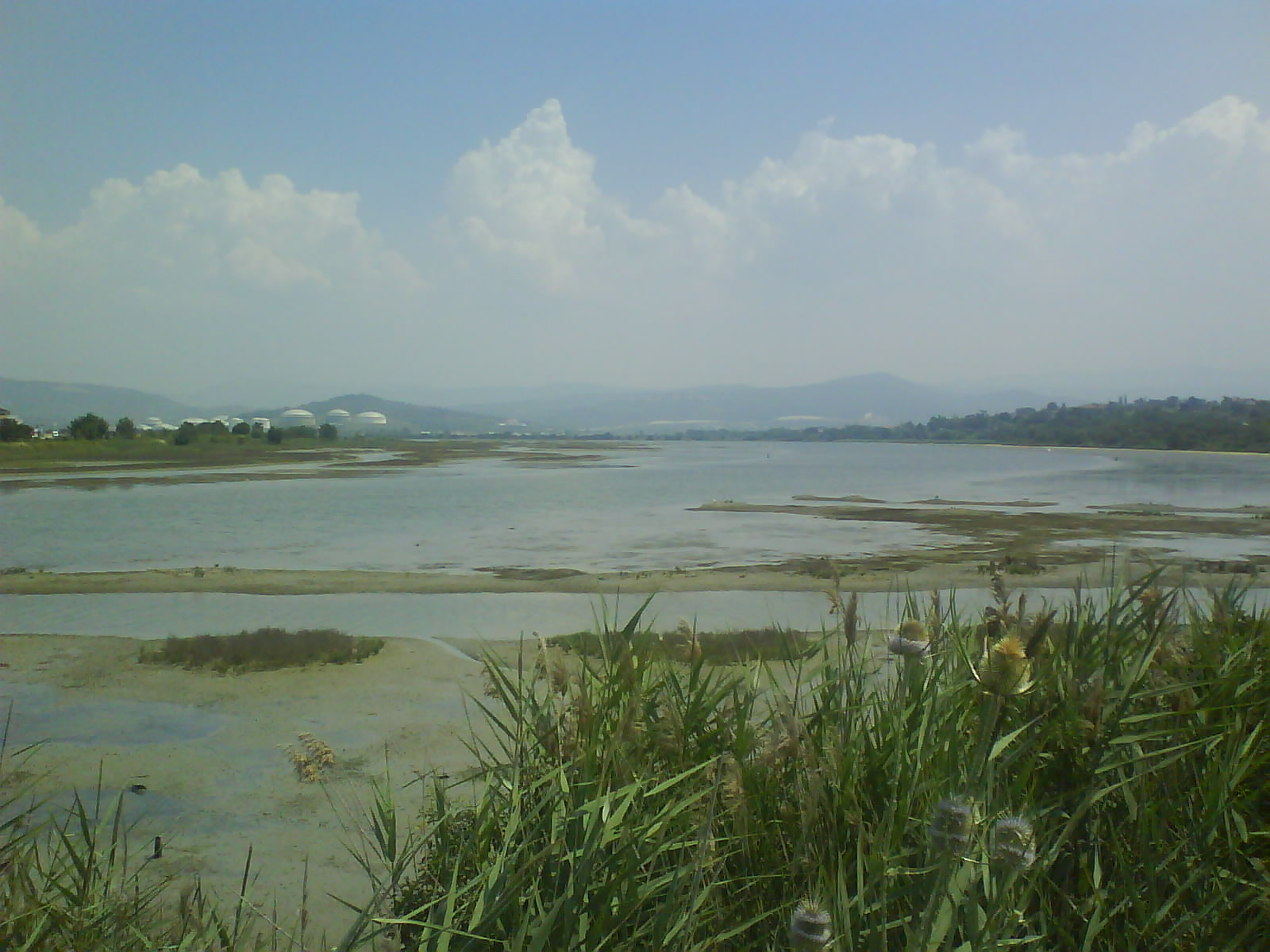
Škocjan